# Équipe de Turquie des moins de 17 ans de football
 (février 2025).
Si vous disposez d'ouvrages ou d'articles de référence ou si vous connaissez des sites web de qualité traitant du thème abordé ici, merci de compléter l'article en donnant les références utiles à sa vérifiabilité et en les liant à la section « Notes et références ».
Maillots
L'équipe de Turquie de football des moins de 17 ans est constituée par une sélection des meilleurs joueurs turcs de moins de 17 ans sous l'égide de la Fédération de Turquie de football.

## Parcours

### Parcours en Championnat d'Europe
| - 1982 : Non qualifiée - 1984 : Non qualifiée - 1985 : Non qualifiée - 1986 : Non qualifiée - 1987 : 4e - 1988 : Non qualifiée - 1989 : Non qualifiée - 1990 : Non qualifiée - 1991 : Non qualifiée |  | - 1992 : Non qualifiée - 1993 : 1er tour - 1994 : Vainqueur - 1995 : Non qualifiée - 1996 : Non qualifiée - 1997 : Non qualifiée - 1998 : Non qualifiée - 1999 : Non qualifiée - 2000 : Non qualifiée |  | - 2001 : Quarts-de-finale - 2002 : Non qualifiée - 2003 : Non qualifiée - 2004 : 1er tour - 2005 : Vainqueur - 2006 : Non qualifiée - 2007 : Non qualifiée - 2008 : Demi-finale - 2009 : 1er tour |  | - 2010 : Demi-finale - 2011 : Non qualifiée - 2012 : Non qualifiée - 2013 : Non qualifiée - 2014 : 1er tour - 2015 : Non qualifiée - 2016 : Non qualifiée - 2017 : Demi-finale - 2018 : Non qualifiée |  | - 2019 : Non qualifiée - 2020 - 2021 : Editions annulées, - 2022 : 1er tour - 2023 : Non qualifiée - 2024 : Non qualifiée |

### Parcours en Coupe du monde
| - 1985 : Non qualifiée - 1987 : Non qualifiée - 1989 : Non qualifiée - 1991 : Non inscrite - 1993 : Non qualifiée - 1995 : Non qualifiée - 1997 : Non qualifiée - 1999 : Non qualifiée - 2001 : Non qualifiée - 2003 : Non qualifiée |  | - 2005 : 4e - 2007 : Non qualifiée - 2009 : Quart-de-finale - 2011 : Non qualifiée - 2013 : Non qualifiée - 2015 : Non qualifiée - 2017 : 1er tour - 2019 : Non qualifiée - 2023 : Non qualifiée |

## Palmarès
- Championnat d'Europe des moins de 17 ans
  - Vainqueur en 1994 et en 2005

## Anciens joueurs
- Volkan Babacan
- Onur Karakabak
- Nuri Şahin
- Tevfik Köse
- Fatih Tekke
- Fevzi Tuncay